# Cycloptiloides pui
Cycloptiloides pui är en insektsart som beskrevs av Sigfrid Ingrisch 2006. Cycloptiloides pui ingår i släktet Cycloptiloides och familjen Mogoplistidae. Inga underarter finns listade i Catalogue of Life.